# Federazione Sammarinese Tiro a Volo
La Federazione Sammarinese Tiro a Volo è la federazione sportiva sammarinese, riconosciuta dal Comitato Olimpico Nazionale Sammarinese ed affiliata agli organismi internazionali dell'International Shooting Sport Federation e dell'European Shooting Confederation, che governa lo sport del tiro a volo, storicamente tra i più vincenti della Repubblica.
Ha sede nello stand di tiro a volo di Ciarulla, nel castello di Serravalle.

## Organigramma
- Presidente: Gian Nicola Berti
- Vice presidente: Adriano Felici
- Tesoriere: Maurizio Agostini
- Consigliere: Giuliano Toccaceli[3]

## Atleti di interesse nazionale
- Manuel Mancini
- Gian Marco Berti
- Alessandra Perilli
- Arianna Perilli
- Mirko Ottaviani
- Lorenzo Casadei